# Montezuma Castle National Monument
Montezuma Castle ist eines der besterhaltenen prähistorischen Bauwerke Nordamerikas. Es handelt sich um eine Felsenbehausung (Cliff Dwelling), die von den Sinagua-Indianern ab dem 12. Jahrhundert erbaut wurde. Sie liegt im US-Bundesstaat Arizona zwischen Phoenix und Flagstaff an den Hängen des Beaver Creek.
Der nur über Leitern zu erreichende Gebäudekomplex besteht aus 20 Räumen, die sich über fünf Etagen in eine Felsnische einpassen. 

## Bewohner
Die Sinagua-Indianer („Sinagua“ bedeutet auf Spanisch „ohne Wasser“) lebten vom Ackerbau. Vermutlich zum Schutz vor feindlichen Indianerstämmen legten sie ihre Wohnungen in den Felswänden an. Schätzungen zufolge lebten etwa 30 bis 50 Menschen in den Gebäuden.
Weshalb die Behausungen von den Indianern verlassen wurden, ist bisher nicht bekannt. Wissenschaftler vertreten unterschiedliche Theorien über die Ursache hierfür. In dieser Region lebten neben den Sinagua-Indianern noch die Völker der Mogollon, Anasazi und der Hohokam. Möglicherweise wurden die Sinagua von diesen Stämmen aus der Region verdrängt. Eine weitere Theorie bezieht sich auf eine lang anhaltende Dürreperiode, die in dieser Wüstenregion regelmäßig vorkommt und den vom Ackerbau lebenden Sinagua keinen anderen Ausweg gelassen haben könnte, als die Behausungen zu verlassen und sich anderswo anzusiedeln.

## Neuzeit
Als erste Europäer wurden in den 1860er-Jahren die Spanier auf die Behausungen aufmerksam. Sie hielten sie irrtümlich für eine Burg der Azteken, was zu dem englischen Namen Montezuma Castle (= Montezuma-Burg) führte.
Am 8. Dezember 1906 wurde Montezuma Castle von Präsident Theodore Roosevelt, gleichzeitig mit dem Inscription Rock in New Mexico, zum National Monument erklärt. Das Tal vor Montezuma Castle ist für Besucher ganzjährig geöffnet. Die Ruine selbst kann nur von außen betrachtet werden.